# Ballagarey Corner

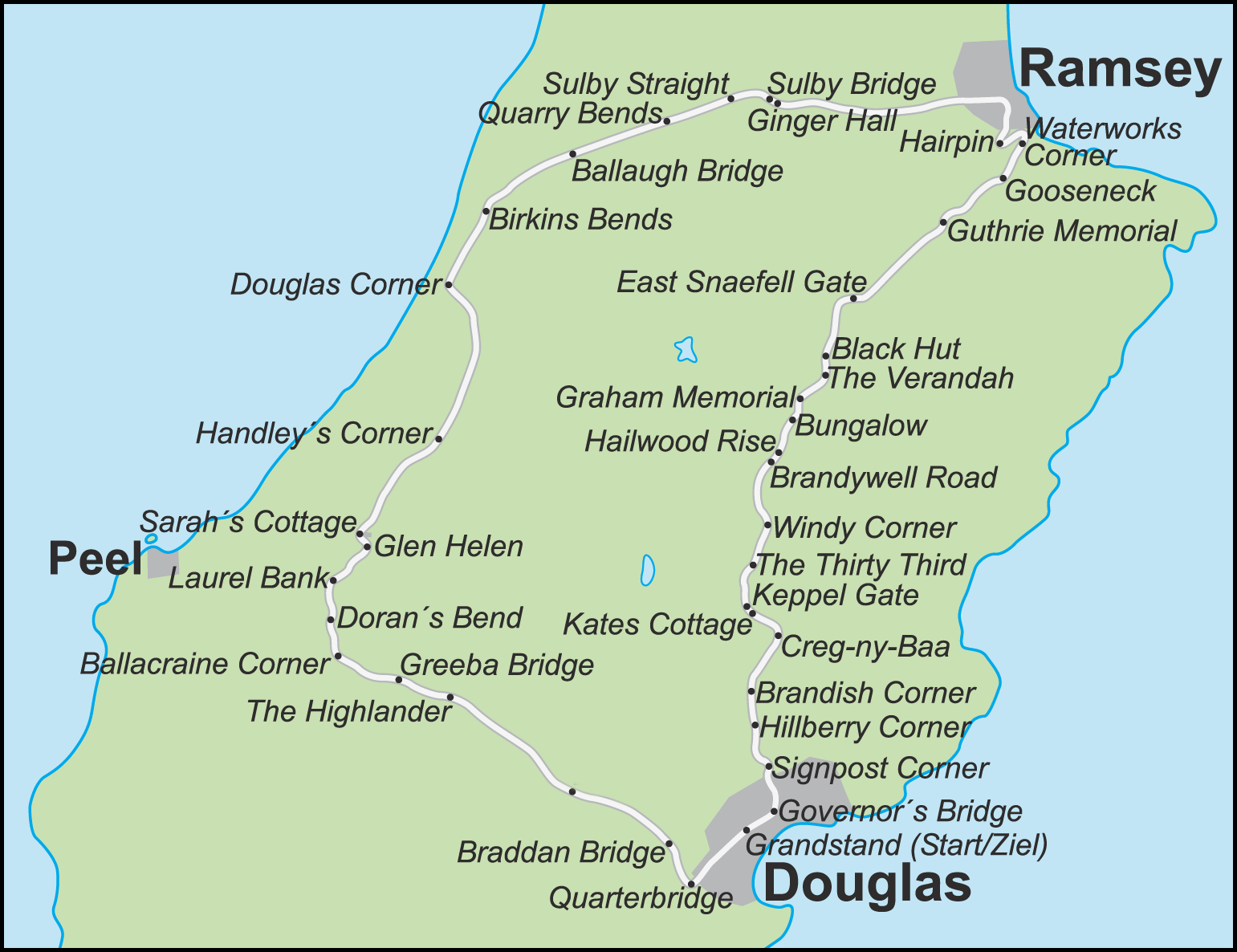
Ballagarey Corner ligt aan de zuidkant van de Snaefell Mountain Course. Op dit kaartje is het de kleine knik bij Elm Bank

Ballagarey Corner is de ingang van het dorp Glen Vine

Ballagarey Corner (Manx: Bailey ny liargee – boerderij van de helling) is een markant punt op het eiland Man. Omdat Ballagarey Corner het moeilijkste punt in het dorp Glen Vine is, wordt het ook weleens "Glen Vine" genoemd.
Ballagarey Corner ligt tussen de 3e en 4e mijlpaal van de Snaefell Mountain Course, het stratencircuit dat gebruikt wordt voor de Isle of Man TT en de Manx Grand Prix. Het ligt langs de A1 Douglas – Peel in de civil parish Marown.
Ballagarey ligt aan de oostkant van Glen Vine en Crosby. Het ligt in agrarisch gebied in de buurt van Baldwin Valley.
Ballagarey Corner maakte ook al deel uit van de Highroads Course en de Four Inch Course, waarop tussen 1904 en 1922 de Gordon Bennett Trial en de Tourist Trophy voor auto's werden verreden.

## Races
Voor het normale verkeer is Ballagarey Corner een bijzonder flauwe bocht in de weg, maar de beste coureurs proberen hem volgas met ca. 270 km/h te nemen. Daarom heeft men de trottoirband in de binnenbocht zwart/wit geschilderd met een extra witte streep bij de apex om de coureurs meer referentiemogelijkheden te verschaffen. De stapel strobalen in de buitenbocht biedt weinig soelaas als er iets fout gaat. In het verleden stond er zelfs een telegraafpaal in de buitenbocht, waarover onder anderen John Surtees zich zorgen maakte. Hij vond deze bocht ook een van de belangrijkste van het hele circuit, omdat de uitgangssnelheid bepalend was voor de komende drie kilometer tot aan de Highlander. Coureurs in de latere perioden, zoals Ray Knight, Steve Hislop, Ian Hutchinson en Guy Martin, verklaarden allemaal dat ze met een 600 cc motorfiets volgas door Ballagarey konden rijden, maar met een 1.000 cc machine eerst een versnelling moesten terugschakelen. Martin verklaarde: "I keep thinking I'm going to get Glen Vine (Ballagarey) flat but... no." Hij maakte er in 2010 tijdens de Senior TT een zware val mee. Hij kwam er met lichte verwondingen vanaf, maar een dag eerder verongelukte Paul Dobbs dodelijk tijdens de uitgestelde Supersport TT.

## Gebeurtenissen bij Ballagarey Corner
- Op 10 juni 1968 verongelukte Ian Veitch met een Kawasaki tijdens de Lightweight TT.
- Op 9 juni 1981 verongelukte Kenny Blake met een Yamaha tijdens de Senior TT.
- Op 2 juni 1989 verongelukte Phill Hogg met een Yamaha tijdens de training voor de Isle of Man TT.
- Op 26 mei 1997 verongelukte Colin Gable met een Honda tijdens de training voor de Isle of Man TT.
- Op 8 juni 1998 verongelukte Mike Casey met een Honda tijdens de training voor de Isle of Man TT.
- Op 10 juni 2010 verongelukte Paul Dobbs met een Suzuki tijdens de Monster Energy Supersport TT 2.

## Trivia
Omdat Ballagarey Corner een van de gevaarlijkste bochten in het circuit is, wordt hij door coureurs ook wel "Ballascarey" genoemd
(Markante punten in cursief zijn onofficiële punten of worden alleen gebruikt binnen Marshal Sectors)
1e mijl:
TT Grandstand ·
Nobles Park ·
St Ninian's Crossroads ·
Bray Hill ·
Ago's Leap ·
Quarterbridge Road ·
1st Milestone ·
2e mijl:
Wal Handley Memorial Seat ·
Quarterbridge ·
Port-y-Chee Meadow ·
Braddan Bridge ·
Jubilee Oak ·
Braddan Bridge House ·
Braddan Depot ·
Snugborough (Cronk Dhoo) ·
2nd Milestone ·
3e mijl:
Union Mills (Mullen Dhoo, Mwyllin Dhoo Aah, Mullin Doway) ·
Railway Inn ·
Ballahutchin Hill (Elm Bank Hill) ·
3rd Milestone ·
4e mijl:
Ballafreer ·
Glenlough ·
Ballagarey Corner ·
Glen Vine (Glen Darragh) ·
Ballabeg ·
4th Milestone ·
5e mijl:
Crosby ·
Crosby Left (Vicarage Corner) ·
Crosby Cross-Roads ·
5th Milestone ·
6e mijl:
Crosby Hill (Ballaglonney Hill of Halfway Hill) ·
Halfway House (The Waggon & Horses) ·
St Trinian's ·
The Highlander ·
Greeba Verandah ·
Pear Tree Cottage ·
Greeba Castle ·
6th Milestone ·
7e mijl:
Appledene (Shimmin's Corner) ·
Central Valley (Greeba Gap) ·
Greeba Bridge ·
The Hawthorn ·
Knock Breck ·
Gorse Lea ·
7th Milestone ·
8e mijl:
Ballagarraghyn ·
Ballacraine ·
Ballaspur ·
Ballig ·
8th Milestone ·
9e mijl:
Ballig Bridge ·
Doran's Bend ·
Laurel Bank ·
9th Milestone ·
10e mijl
Glen Moar Mill ·
Black Dub ·
Quarter-Distance Marker ·
The Vaish ·
Glen Helen (Glen Rhenass) ·
Sarah's Cottage ·
Creg Willey's Hill ·
10th Milestone ·
11e mijl:
Lambfell Beg ·
Lambfell (Moar) Cottage ·
Cronk-y-Voddy (Cronk-y-Voddy Straight) ·
Cronk-y-Voddy Cross Roads ·
Molyneux's ·
Cronk Bane Farm ·
11th Milestone ·
12e mijl:
Drinkwater's Bend ·
Handley's Corner (Cronk-y-Fedjag, Ballamenagh) ·
12th Milestone ·
13e mijl:
McGuinness's (Shoughlaigue Bridge) ·
Ballaskyr ·
Barregarrow Cross Roads (Cronk Aashen) ·
Barregarrow ·
Little Bray ·
Barregarrow Bottom ·
Cammal Farm ·
Cronk Urleigh ·
13th Milestone ·
14e mijl:
Ballalonna Bridge ·
Westwood Corner ·
Ballakinnag ·
14th Milestone ·
15e mijl:
Douglas Road Corner ·
Glen Wyllin Corner ·
The Mitre ·
Dave Saville Memorial Seat ·
Kirk Michael ·
The White House ·
15th Milestone ·
16e mijl:
Birkin's Bend ·
Rhencullen ·
Bishopscourt ·
Bishopscourt Farm Bends ·
Bishopscourt Straight ·
Orrisdale North ·
16th Milestone ·
17e mijl:
Dub Cottage (Bishop's Dub) ·
Alpine Cottage ·
Balla Cobb ·
17th Milestone ·
18e mijl:
Ballaugh Bridge ·
Ballaugh ·
Gwen's ·
Ballacrye Corner ·
Ballacrye ·
18th Milestone ·
19e mijl:
Quarry Bends ·
Ballavolley ·
Wildlife Park ·
Sulby Straight ·
Half-distance Marker ·
19th Milestone ·
20e mijl:
Sulby ·
Sulby Glen Hotel ·
Sulby Crossroads ·
Sulby Bridge ·
20th Milestone ·
21e mijl:
Ginger Hall ·
Kerrowmoar ·
21st Milestone ·
22e mijl:
Glen Duff ·
Glentramman ·
Temple Corner (Water Through Corner) ·
Glentramman Loop Road ·
Churchtown ·
Caravan ·
22nd Milestone ·
23e mijl:
Lezayre War Memorial ·
Ballakillingan ·
Conker Fields ·
K-tree ·
Sky Hill ·
Milntown Cottage (Pinfold Cottage) ·
Milntown Bridge (Glen Auldyn Bridge) ·
Milntown ·
Gardener's Lane ·
23rd Milestone ·
24e mijl:
Lezayre Road ·
School House Corner (Crossags, Russel's Corner) ·
Parliament Square ·
Queen's Pier Road ·
Ramsey Depot ·
Cruickshanks Corner ·
May Hill ·
24th Milestone ·
25e mijl:
Whitegates ·
Stella Maris ·
Ramsey Hairpin ·
Little Gooseneck ·
Water Works Corner ·
Ballure Reservoir ·
Mountain Section ·
Tower Bends ·
25th Milestone ·
26e mijl:
Gooseneck ·
Joey's (26th Milestone) ·
27e mijl:
Guthrie's Memorial ·
The Cutting ·
27th Milestone ·
28e mijl:
Milligan's Bridge ·
Mountain Mile ·
28th Milestone ·
29e mijl:
Three-Quarter distance marker ·
Mountain Box (East Mountain Gate, East Snaefell Gate) ·
29th Milestone ·
30e mijl:
Casey's (Rice's Corner, George's Folly) ·
Black Hut (Stonebreakers Hut, Shepherd's Hut) ·
John Smyth Memorial Shelter ·
Verandah ·
30th Milestone ·
31e mijl:
Bungalow Bridge ·
Stonebridge ·
Les Graham Memorial ·
Bungalow Bends ·
McIntyre Box ·
Murray's Museum ·
Joey Dunlop Memorial ·
The Bungalow ·
31st Milestone ·
32e mijl:
Hailwood's Rise ·
Hailwood's Height ·
Brandywell (West Mountain Gate, Beinn-y-Phott Gate, Bungalow Gate) ·
Duke's (32nd Milestone) ·
33e mijl:
Windy Corner (Nobles Corner) ·
Nobles Park Road ·
Slieu Lhost Quarry ·
Thirty-Third (33rd Milestone) ·
34e mijl:
Keppel Gate (Clarke's Corner) ·
Kate's Cottage (Shepherd's House) ·
34th Milestone ·
35e mijl:
Creg-ny-Baa (the Keppel Hotel) ·
Gob-ny-Geay (Sunny Orchard) ·
35th Milestone ·
36e mijl:
Brandish Corner (Telegraph Hill, O'Donnell's en Upper Hillberry Corner) ·
Hillberry Corner ·
36th Milestone ·
37e mijl:
Glen Dhoo Farm ·
Hillberry Road ·
Cronk-ny-Mona ·
Johnny Watterson's Lane ·
Signpost Corner ·
Bedstead Corner ·
The Nook ·
37th Milestone ·
38e mijl:
Bemahague ·
Governor's Bridge ·
Governor's Dip ·
Glencrutchery Road ·
38th Milestone